# Cason Wallace
Cason David Wallace (Dallas, 7 november 2003) is een Amerikaans basketballer die sinds 2023 als shooting guard uitkomt voor de Oklahoma City Thunder.

## Carrière
Wallace speelde collegebasketbal voor de Kentucky Wildcats tijdens het seizoen 2022/23. Hij stelde zich in 2023 beschikbaar voor de NBA draft en werd gekozen als 10e in de eerste ronde door de Dallas Mavericks.Wallace werd op 6 juli 2023 samen met Dāvis Bertāns voor Dereck Lively II geruild naar de Oklahoma City Thunder, waar hij een dag later een contract ondertekende. In zijn rookie-jaar kreeg Wallace tijdens alle wedstrijden speelgelegenheid, waarvan 13 wedstrijden als basisspeler. Wallace was goed voor een gemiddelde van 6,8 punten en 2,3 rebounds. Op het einde van het seizoen 2023/24 werd Wallace opgenomen in het NBA All-Rookie Second Team. Tijdens het seizoen 2024/25 werd Wallace steeds meer als startspeler uitgespeeld. Oklahoma City liet in de maand december een 12-1 winst/verlies-reeks optekenen en sloot het reguliere seizoen af als beste ploeg met 68 overwinningen. In de playoffs was Wallace met Oklahoma achtereenvolgens te sterk voor de Memphis Grizzlies en de Denver Nuggets. In de finale van de Western conference was Oklahoma met 4-1 te sterk voor de Minnesota Timberwolves zodat Wallace met Oklahoma in de NBA Finale mocht spelen tegen de Indiana Pacers. In deze NBA Finale was Oklahoma in 7 wedstrijden de betere van Indiana, waardoor Wallace een eerste NBA-titel op zijn palmares mocht bijschrijven.

## Erelijst
- NBA-kampioen: 2025
- NBA All-Rookie Second Team: 2024

## Statistieken
| Legenda | Legenda                | Legenda | Legenda                 | Legenda | Legenda               |
| ------- | ---------------------- | ------- | ----------------------- | ------- | --------------------- |
| WG      | Wedstrijden gespeeld   | WS      | Wedstrijden als starter | MPW     | Minuten per wedstrijd |
| FG%     | Fieldgoal-percentage   | 3P%     | Drie-punterpercentage   | VW%     | Vrije-worppercentage  |
| RPW     | Rebounds per wedstrijd | APW     | Assists per wedstrijd   | SPW     | Steals per wedstrijd  |
| BPW     | Blocks per wedstrijd   | PPW     | Punten per wedstrijd    | Vet     | Hoogste in carrière   |

### Regulier seizoen
| Seizoen  | Team                  | WG  | WS | MPW  | FG%  | 3P%  | FW%  | RPW | APW | SPW | BPW | PPW |
| -------- | --------------------- | --- | -- | ---- | ---- | ---- | ---- | --- | --- | --- | --- | --- |
| 2023/24  | Oklahoma City Thunder | 82  | 13 | 20,6 | 49,1 | 41,9 | 78,4 | 2,3 | 1,5 | 0,9 | 0,5 | 6,8 |
| 2024/25  | Oklahoma City Thunder | 68  | 43 | 27,6 | 47,4 | 35,6 | 81,1 | 3,4 | 2,5 | 1,8 | 0,5 | 8,4 |
| Carrière | Carrière              | 150 | 56 | 23,8 | 48,2 | 38,9 | 79,7 | 2,8 | 2,0 | 1,3 | 0,5 | 7,5 |

### Playoffs
| Seizoen  | Team                  | WG | WS | MPW  | FG%  | 3P%  | FW%  | RPW | APW | SPW | BPW | PPW  |
| -------- | --------------------- | -- | -- | ---- | ---- | ---- | ---- | --- | --- | --- | --- | ---- |
| 2023/24  | Oklahoma City Thunder | 10 | 0  | 19,8 | 39,0 | 32,1 | 50,0 | 1,3 | 1,0 | 0,9 | 0,2 | 4,2  |
| 2024/25  | Oklahoma City Thunder | 23 | 3  | 22,4 | 42,9 | 32,3 | 66,7 | 2,7 | 2,1 | 1,4 | 0,4 | '5,6 |
| Carrière | Carrière              | 33 | 3  | 21,6 | 41,9 | 32,2 | 63,6 | 2,2 | 1,8 | 1,2 | 0,4 | 5,2  |

2 Gilgeous-Alexander · 
3 Jones · 
5 Dort · 
6 Jay. Williams · 
7 Holmgren · 
8 Jal. Williams · 
9 Caruso · 
11 Joe · 
13 Dieng · 
14 Flagler · 
15 Carlson · 
21 Wiggins · 
22 Wallace · 
25 Mitchell · 
34 K. Williams · 
55 Hartenstein · 
88 Ducas · 
Coach Daigneault